# مارتینتسی
مارتینتسی (به صربی: Martinci) یک منطقهٔ مسکونی در صربستان است که در Sremska Mitrovica Municipality واقع شده‌است. مارتینتسی ۳٬۶۳۹ نفر جمعیت دارد.